# Petrití
Petrití (Petriti) är en ort i Grekland.   Den ligger i prefekturen Nomós Kerkýras och regionen Joniska öarna, i den västra delen av landet, 400 km nordväst om huvudstaden Aten. Petrití ligger 123 meter över havet och antalet invånare är 663. Den ligger på ön Korfu.
Terrängen runt Petrití är platt åt sydost, men åt nordväst är den kuperad. Havet är nära Petrití norrut. Runt Petrití är det ganska tätbefolkat, med 120 invånare per kvadratkilometer. Närmaste större samhälle är Korfu, 19,7 km norr om Petrití. 